# Deyhūk
Deyhūk (persiska: دیهوک, Dūhuk, Dūhak) är en ort i Iran.   Den ligger i provinsen Sydkhorasan, i den östra delen av landet, 600 km öster om huvudstaden Teheran. Deyhūk ligger 1 340 meter över havet och antalet invånare är 2 767.
Terrängen runt Deyhūk är platt åt nordost, men åt sydväst är den kuperad. Terrängen runt Deyhūk sluttar österut. Trakten runt Deyhūk är nära nog obefolkad, med mindre än två invånare per kvadratkilometer. Det finns inga andra samhällen i närheten. Trakten runt Deyhūk är ofruktbar med lite eller ingen växtlighet.